# Rörmyrtjärnen, Västerbotten
Rörmyrtjärnen är en sjö i Vindelns kommun i Västerbotten och ingår i Umeälvens huvudavrinningsområde.